# Father Gets in the Game
Father Gets in the Game è un cortometraggio muto sceneggiato e diretto da David W. Griffith. 

## Trama
Un padre di famiglia subisce i sarcasmi della moglie e dei figli a causa della sua età e della sua mancanza di umorismo. Sorprenderà la famiglia facendo una cura di giovinezza.

## Produzione
Prodotto dall'American Mutoscope and Biograph Company, il film fu girato a New York, in Central Park il 3 e 4 settembre.

## Distribuzione
Il copyright del film, richiesto dall'American Mutoscope and Biograph Co., fu registrato il 1º ottobre 1908 con il numero H116386.
Distribuito dall'American Mutoscope & Biograph, il film - un cortometraggio di circa dieci minuti - uscì in sala il 10 ottobre 1908. Nel 2003, fu distribuito in DVD dalla Grapevine, inserito in un'antologia di cortometraggi con altri dieci titoli dei primi film di Griffith - per un totale di 102 minuti - con il titolo D.W. Griffith, Director Volume 1 (1908-1909).